# Лептура золотиста
Тонкохвістка золотава (Leptura aurulenta Fabricius, 1792 = Leptura quadrifasciata Rossi, 1790 nec Linnaeus, 1758 = Strangalia aurulenta (Fabricius) Mulsant, 1863) — вид жуків з родини Скрипунових.

## Поширення
Лептура золотиста належить до європейської групи видів у складі європейського зоогеографічного комплексу. Ареал L. aurulenta охоплює Центральну та Південну Європу, а також Північну Африку.
У Карпатському Єврорегіоні України лептура золотиста зустрічається рідко, має дуже спорадичне поширення.

## Екологія
Літ триває з червня по серпень. Личинка розвивається в деревині листяних порід, зокрема дуба, бука, вільхи, тополі, осики, берези та ін.

## Морфологія

### Імаго
Це доволі великих розмірів жук. Його довжина становить 12-25 мм. Передньоспинка спереду і позаду, а також скроні вкриті густими золотавими волосками. Загальне забарвлення тіла — чорне, надкрила руді до червоного з чорними, або коричневими вершиною та трьома перев'язями. У самців стегна та гомілки частково руді. У самок — вусики, ноги, окрім основ стегон, а також кінець черевця рудуваті.

## Життєвий цикл
Життєвий цикл триває 2-4 роки.